# Binn Chuilceach
Binn Chuilceach (en inglés Cuilcagh) es un cerro de Irlanda (665 metros), y se sitúa a lo largo de la frontera entre el condado de Cavan (República de Irlanda) y el condado de Fermanagh (Irlanda del Norte).

## Geografía
El cerro es el punto más alto del condado de Cavan. Por sus altitud y prominencia puede ser definido como un Marilyn y un Hewitt. Su nombre puede entenderse como montaña calcárea, pero en el Binn Chuilceach son preponderantes arenisca y pizarra.

## Protección de naturaleza
El Binn Chuilceach  pertenece al geoparque Marble Arch Caves Global Geopark.